# Maren Schmohl
Maren Schmohl (* 1964 in Stuttgart) ist eine deutsche Bildungsmanagerin  und Rektorin der Hochschule für Gestaltung Schwäbisch Gmünd.

## Leben
Schmohl studierte Amerikanistik, Neuere englische Literatur und Neuere deutsche Literatur an der Universität Tübingen und an der San Francisco State University. Sie schloss das Studium in Tübingen mit dem Magistergrad ab. Schmohl war ab 1994 an der Merz Akademie in Stuttgart tätig. 2008 wurde sie Mitglied der Hochschulleitung an der Merz Akademie, Hochschule für Gestaltung, Kunst und Medien und leitete dort unter anderem die Studiengangsentwicklung der Hochschule. Im Jahr 2014 wurde sie dort zur Prorektorin gewählt. Nachdem sie die Hochschule aufgrund des Weggangs von Martin Fritz bereits seit Frühjahr 2020 geleitet hatte, übernahm sie zum 1. März 2021 offiziell das Amt der Rektorin der Merz-Akademie. Im Rahmen ihrer Tätigkeit an der Hochschule baute sie einen internationalen Masterstudiengang auf sowie ein Qualitätssicherungssystem, das grundlegend für die Akkreditierung der Hochschule durch den Wissenschaftsrat war.
Schmohl ist Gründungsmitglied sowie Mitglied des Vorstandes von EQ-Arts, einer internationalen Agentur für Qualitätssicherung für Kunsthochschulen und zudem Mitglied des Representative Board der European League of the Institutes of the Arts (ELIA), einem internationalen Netzwerk von Kunsthochschulen. Durch diese Tätigkeiten ist sie regelmäßig international als Gutachterin an Kunsthochschulen tätig.
Schmohl wurde im Juni 2022 zur neuen Rektorin der Hochschule für Gestaltung Schwäbisch Gmünd gewählt. Sie übernahm das Amt zum 1. Januar 2023 von ihrem Vorgänger Ralf Dringenberg.